# Ре (Италия)
Вижте пояснителната страница за други значения на Ре.
Ре (на италиански: Re, на местен диалект: Re, Ре) е село и община в Северна Италия, провинция Вербано-Кузио-Осола, регион Пиемонт. Разположено е на 710 m надморска височина. Населението на общината е 765 души (към 2010 г.).